# مكرم عزار
مكرم عزار (ولد في لبنان) هو مصرفي لبناني يعمل نائب رئيس وحدة الصيرفة الاستثمارية في بنك باركليز كابيتال فرع لندن والتي تديرها «ديلوجيك - الشرق الأوسط».

## الدراسة
ولد مكرم عزار في لبنان وتحصل على الإجازة في الاقتصاد المطبق من جامعة باريس 9 دوفين وعلى ماجستير في الإدارة والمالية من مدرسة الدراسات التجارية العليا في باريس

## المسيرة المهنية
شغل منصب المدير العام لشركة الأسهم الخاصة كولبيرغ كرايفس روبرتس وشركاؤه في الشرق الأوسط وشمال أفريقيا. وقبل ذلك شغل منصب المدير العالمي لصناديق الثروة السيادية في ليمان براذرز.

## وصلات خارجية
- فريق الإدارة باركليز الإمارات
- باركليز: عودة تعافي قطاع الصيرفة الاستثمارية بالمنطقة عازار لـ «العربية»: لا غنى عن الشرق الأوسط كونها مصدرةً للأموال، العربية نت، 27 مايو 2013 (فيديو)